# Diadasina humilis
Diadasina humilis är en biart som först beskrevs av Joseph Vachal 1904.  Diadasina humilis ingår i släktet Diadasina och familjen långtungebin. Inga underarter finns listade i Catalogue of Life.